# 德周
德周（？—727年），渤海国将领，大氏。
渤海武王大武艺时，德周官至游将军、果毅都尉。武王仁安八年（唐玄宗开元十五年、日本神龜四年、727年）九月，携国书与正使高仁义、高斋德等二十四人奉命出使日本。海中遇风，漂流至虾夷境内，德周和高仁义等十六人被杀害，高斋德等八人逃走，进入日本平城京。